# Ioannis Khrysafis
Ioannis Khrysafis (1873 – 12. oktober 1932 græsk: Ιωάννης Χρυσάφης) var en græsk gymnast.
Han deltog i OL 1896 i Athen, hvor han ledede holdet Ethnikos Gymnastikos Syllogos, som kom på en tredjeplads i holdkonkurrencen i barre.